# Portada/efemèride abril 10
Mercè Serós
« 9 d'abril · 10 d'abril · 11 d'abril »